# یوژنویه (داغستان)
یوژنویه (به لاتین: Yuzhnoye) یک منطقهٔ مسکونی در روسیه است که در شهرستان کیزلیارسکی واقع شده‌است.